# Elaphoglossum habbemense
Elaphoglossum habbemense är en träjonväxtart som beskrevs av Edwin Bingham Copeland. Elaphoglossum habbemense ingår i släktet Elaphoglossum och familjen Dryopteridaceae. Inga underarter finns listade.